# 托馬斯頓 (康乃狄克州)
托馬斯頓（英語：Thomaston）是一個位於美國康乃狄克州利奇菲爾德縣的城鎮。

## 地理
托馬斯頓的座標為41°40′15″N 73°04′57″W / 41.67083°N 73.08250°W，而該地的平均海拔高度為136米（即446英尺）。

## 人口
根據2010年美國人口普查的數據，湯瑪斯頓的面積為31.60平方千米，當中陸地面積為31.00平方千米，而水域面積為0.60平方千米。當地共有人口7,887人，而人口密度為每平方千米249人。